# 원희 (후한)
원희(袁熙, ? ~ 207년)는 후한 말의 군웅 원소(袁紹)의 차남으로, 자는 현혁(顯奕)이며 예주(豫州) 여남군(汝南郡) 여양현(汝陽縣) 사람이다.

## 생애
원소가 원상(袁尙)을 후계자로 삼을 뜻을 품고 원담(袁譚)을 청주자사로 내보내자 이를 바람직하게 여기지 않은 저수(沮授)가 간언했으나 원소는 오히려 원희도 유주자사로 임명하여 지방을 다스리게 되었다. 원희는 원소의 급사 이후 원상의 계승에 대해 노골적으로 반기를 들던 원담이나 표면상으론 원상을 따르면서도 은밀히 야심을 품고 있던 고간과 달리 원상의 승계를 불복하거나 특별히 문제를 만들었다는 기록은 보이지 않으며 오히려 원상에게 협조적이었던 것으로 여겨진다.
204년 원상이 조조(曹操)와 원담에게 패하여 도망쳐 온 것을 받아들였으나 205년 1월. 원희의 부하 장수 초촉(焦触)과 장남(張南)이 원희를 배반하여 공격했기 때문에 원소에게 우호적이었던 오환족의 답돈(蹋頓)에게 피신해야 했다.
207년 조조가 오환을 공격해 오자 원상 형제는 오환족과 함께 조조군에 맞섰으나 결국 대패하여 요동으로 달아났다.
요동을 지배하고 있던 공손강(公孫康)과는 일단은 우호적인 관계였으나, 원상 형제가 요동에 있는 시점에서는 오히려 경계의 대상이었으므로 결국 살해되었다. 그가 죽은 후 아내였던 
견씨는 조조의 아들 조비의 황후가 되어
문소황후로 봉해졌다.
원상과 원희의 머리는 오환 지도자들의 머리와 함께 조조에게 보내졌다.

## 《삼국지연의》에서의 원희
창정(倉亭) 전투에서 유주 군사 6만을 이끌고 아버지를 도왔으나, 조조군에게 패하여 원소를 호위하며 후퇴하다 화살에 맞아 부상당했다. 또한 기록에 의하면 원담과 원상만 여양(黎陽) 전투에 참전한 것으로 기록되어 있으나 연의에서는 원희와 고간까지 같이 싸운 것으로 나온다.

## 원희를 섬긴 사람들
- 장남
- 초촉
- 한형　자패(子佩)

## 원희의 친족관계

### 관련 인물
원기　원담　원매　원봉　원상　원성　원소

원술　원안　원외　원요　원유　원윤　원평

## 같이 보기
- 삼국지 인물 목록
- 진수 (서진)
- 범엽
- 배송지
- 사마광